# Диффенбак-ле-Вёрт
Диффенба́к-ле-Вёрт (фр. Dieffenbach-lès-Woerth) — коммуна на северо-востоке Франции в регионе Гранд-Эст (бывший Эльзас — Шампань — Арденны — Лотарингия), департамент Нижний Рейн, округ Агно-Висамбур, кантон Рейшсоффен. До марта 2015 года коммуна административно входила в состав упразднённого кантона Вёрт (округ Висамбур).
Площадь коммуны — 3,61 км², население — 348 человек (2006) с тенденцией к стабилизации: 352 человека (2013), плотность населения — 97,5 чел/км².

## Население
Население коммуны в 2011 году составляло 344 человека, в 2012 году — 348 человек, а в 2013-м — 352 человека.
| 1962 | 1968 | 1975 | 1982 | 1990 | 1999 | 2006 | 2008 | 2011 | 2012 | 2013 |
| ---- | ---- | ---- | ---- | ---- | ---- | ---- | ---- | ---- | ---- | ---- |
| 331  | 359  | 368  | 354  | 359  | 361  | 348  | 344  | 344  | 348  | 352  |

Динамика населения:

## Экономика
В 2010 году из 210 человек трудоспособного возраста (от 15 до 64 лет) 155 были экономически активными, 55 — неактивными (показатель активности 73,8 %, в 1999 году — 69,1 %). Из 155 активных трудоспособных жителей работали 144 человека (80 мужчин и 64 женщины), 11 числились безработными (двое мужчин и 9 женщин). Среди 55 трудоспособных неактивных граждан 13 были учениками либо студентами, 16 — пенсионерами, а ещё 26 — были неактивны в силу других причин.